# Román Rodríguez Rodríguez
Román Rodríguez Rodríguez, née le 1er mars 1956 à San Nicolás de Tolentino, est un médecin, universitaire et homme politique espagnol membre de la Coalition canarienne (CC) puis de Nouvelles Canaries (NC).

## Biographie

### Vie privée
Mariée, il est père de trois enfants.

### Formation et profession
Titulaire d'une licence en médecine et chirurgie, il exerce comme médecin assistant et comme professeur universitaire.